# Пискловское сельское поселение
Пискловское се́льское поселе́ние — муниципальное образование в Еткульском районе Челябинской области Российской Федерации. В рамках административно-территориального устройства муниципальное образование  соответствует административно-территориальной единице Пискловский сельсовет.
Административный центр — село Писклово.

## История
Статус и границы сельского поселения установлены Законом Челябинской области от 16 ноября 2004 года № 310-ЗО «О статусе и границах Еткульского муниципального района и сельских поселений в его составе».

## Население
| 2002 | 2010 | 2011 | 2012 | 2013 | 2014 | 2015 |
| ---- | ---- | ---- | ---- | ---- | ---- | ---- |
| 870  | ↗875 | ↗876 | ↗900 | ↘887 | ↘874 | ↘858 |
| 2016 | 2017 | 2018 | 2019 | 2020 | 2021 |      |
| ↘835 | ↘820 | ↘814 | ↘802 | ↘782 | ↘772 |      |

## Состав сельского поселения
| № | Населённый пункт | Тип населённого пункта       | Население |
| - | ---------------- | ---------------------------- | --------- |
| 1 | Кораблёво        | деревня                      | ↘184      |
| 2 | Писклово         | село, административный центр | ↗691      |